# صلاد علي جيلي
صلاد علي جيلي (بالصومالية: Salaad Cali Jeelle)‏ نائب وزير الدفاع في الحكومة الاتحادية الانتقالية في جمهورية الصومال، أحد قادة الحرب في الصومال (2006-2009) التي دارت رحاها بين الحكومة الاتحادية الانتقالية وحليفتها إثيوبيا ضد اتحاد المحاكم الإسلامية.
في 5 يناير 2007، بعد الانتصار على اتحاد المحاكم الإسلامية وسقوط مقديشو ، أجرى رئيس الوزراء علي محمد غيدي، برفقة صلاد علي جيلي، عملية لفرز قوات الحكومة الانتقالية التي شاركت في معركة استعادة العاصمة، في مسعى لنزع السلاح وإعادة تأسيس الجيش الوطني (نزع السلاح والتسريح وإعادة الإدماج ). 
في 25 أكتوبر 2007 انتخب صلاد علي جيلي عضوا في البرلمان الاتحادي الانتقالي، كما كان عضوا في البرلمانيون الصوماليون المتحدون.
في عام 2012 ترشح صلاد علي جيلي للانتخابات الرئاسية.
عارض حكومة حسن شيخ محمود ووجه لها انتقادات عديدة من ضمنها اتهامات بالفساد، كما اتهم حكومة فرماجو كذلك بالتقصير في حفظ الأمن
عُين صلاد علي جيلي سفيرا في جيبوتي في 22 ديسمبر 2020